# Manfred Bluth
Manfred Bluth (Berlim, 30 de dezembro de 1926 — ibid., 22 de dezembro de 2002) foi um pintor alemão.
Estudou nas academias de Berlim, de 1942 a 1943, e de Munique, de 1947 a 1950. Em 1958 viveu por três meses nos Estados Unidos da América. Participou da Bienal Internacional de Arte de São Paulo em 1959.